# ساتورهيلي
ساتورهيلي (بالمجرية: Sátorhely) هي قرية في مقاطعة بارانيا (بالمجرية: Baranya vármegye) بجنوب المجر على الحدود مع كرواتيا، وكانت موقع معركة موهاكس التي انتصرت فيها جيوش الدولة العثمانية بقيادة السلطان سليمان القانوني على مملكة المجر بقيادة الملك لويس الثاني عام 1526م.
تقع ساتورهيلي في الجزء الجنوبي الشرقي من المقاطعة، في منتصف سهل موهاكس المتدرج.
المستوطنات المجاورة هي: كولكيد (Kölked) إلى الشرق ، وأودفار (Udvar) إلى الجنوب ، وماجس (Majs) إلى الجنوب الغربي ، وناغينيراد (Nagynyárád) إلى الغرب . أقرب مستوطنة من الشمال هي مدينة موهاكس (Mohács)، لكن مناطقهم الإدارية لا تلامس بعضها البعض تقريبًا.

## رؤساء البلديات
- 1990–1994: فيرينك جوناس ( MDF )
- 1994–1998: فيرينك جوناس (مستقل)
- 1998–2002: فيرينك جوناس ( MDF - فيدس )
- 2002–2006: فيرينك جوناس (مستقل)
- 2006–2008: فيرينك جوناس (مستقل)
- 2008–2010: آرباد لورينتش (مستقل)
- 2010–2014: آرباد لورينتش (مستقل)
- 2014–2019: آرباد لورينتش (مستقل)
- 2019–2024: أرباد لورينتش (مستقل)
- 2024– : استفان فرانك (مستقل)

أُجريت انتخابات مؤقتة لمنصب عمدة المدينة في 14 ديسمبر 2008م، بسبب استقالة عمدة المدينة السابق.

## المدن الشقيقة
- سيلازارفالفا (Lázárfalva)، رومانيا (منذ عام 1993م).

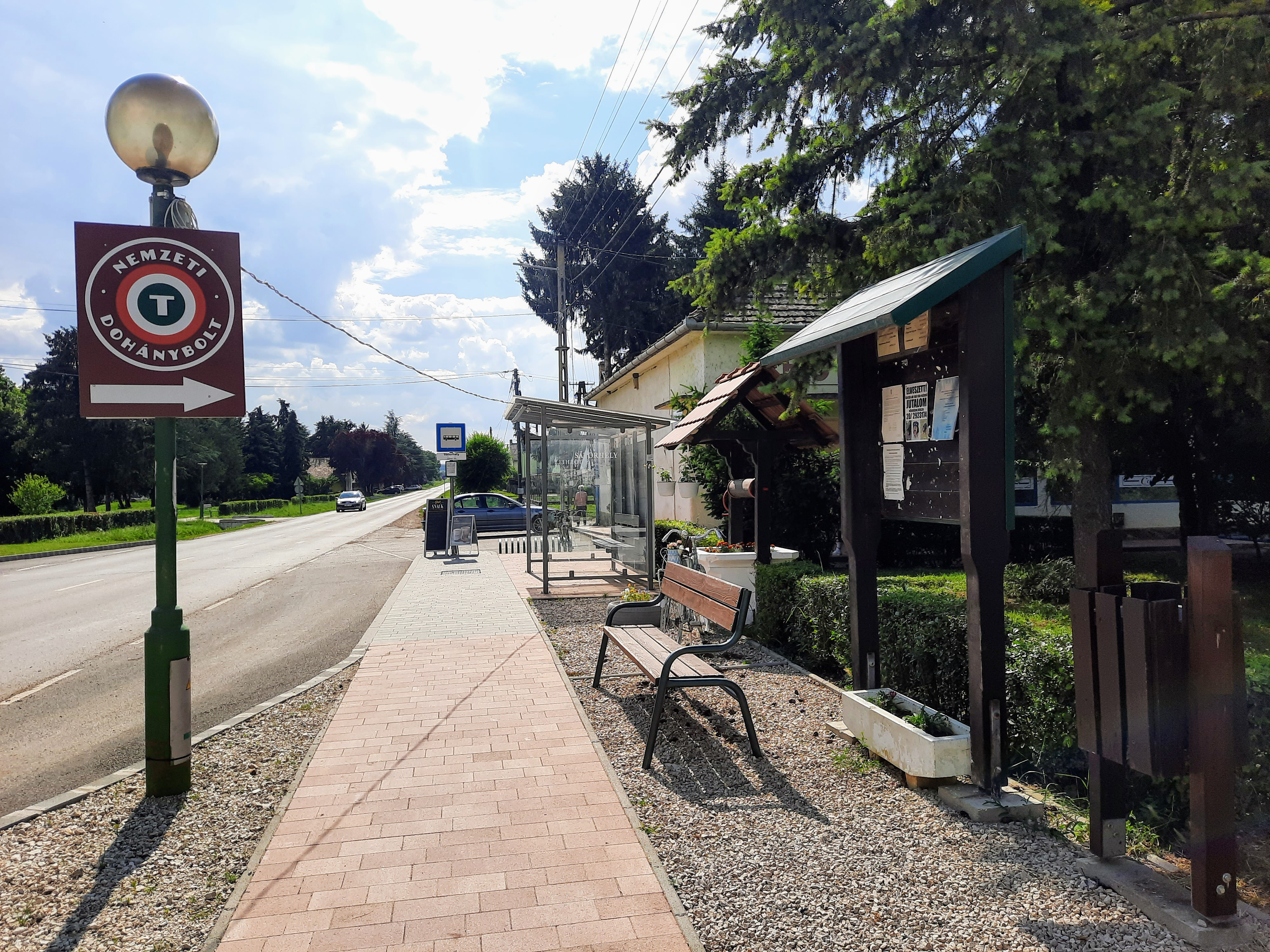
الشارع الرئيسي لقرية ساتورهيلي.